# Centris dirrhoda
Centris dirrhoda är en biart som beskrevs av Jesus Santiago Moure 1960. Centris dirrhoda ingår i släktet Centris och familjen långtungebin. Inga underarter finns listade.